# 姨妈的后现代生活
《姨妈的后现代生活》是中国作家燕燕所写的一部小说，2006年1月发表，昆仑出版社出版（ISBN 7800408043）。根据该小说被香港導演許鞍華改编的同名电影《姨妈的后现代生活》于2007年公映。

## 情节
本部小说的女主人公名叫叶如棠，是一个在上海生活的退休知识分子，早年经历了离婚，在晚年生活中，叶如棠面对消费主义、金钱至上等各种物质诱惑，经历了很多子女不孝、“黄昏恋”等各种困境。